# Mirepoix (cuisine)
Pour les articles homonymes, voir Mirepoix.

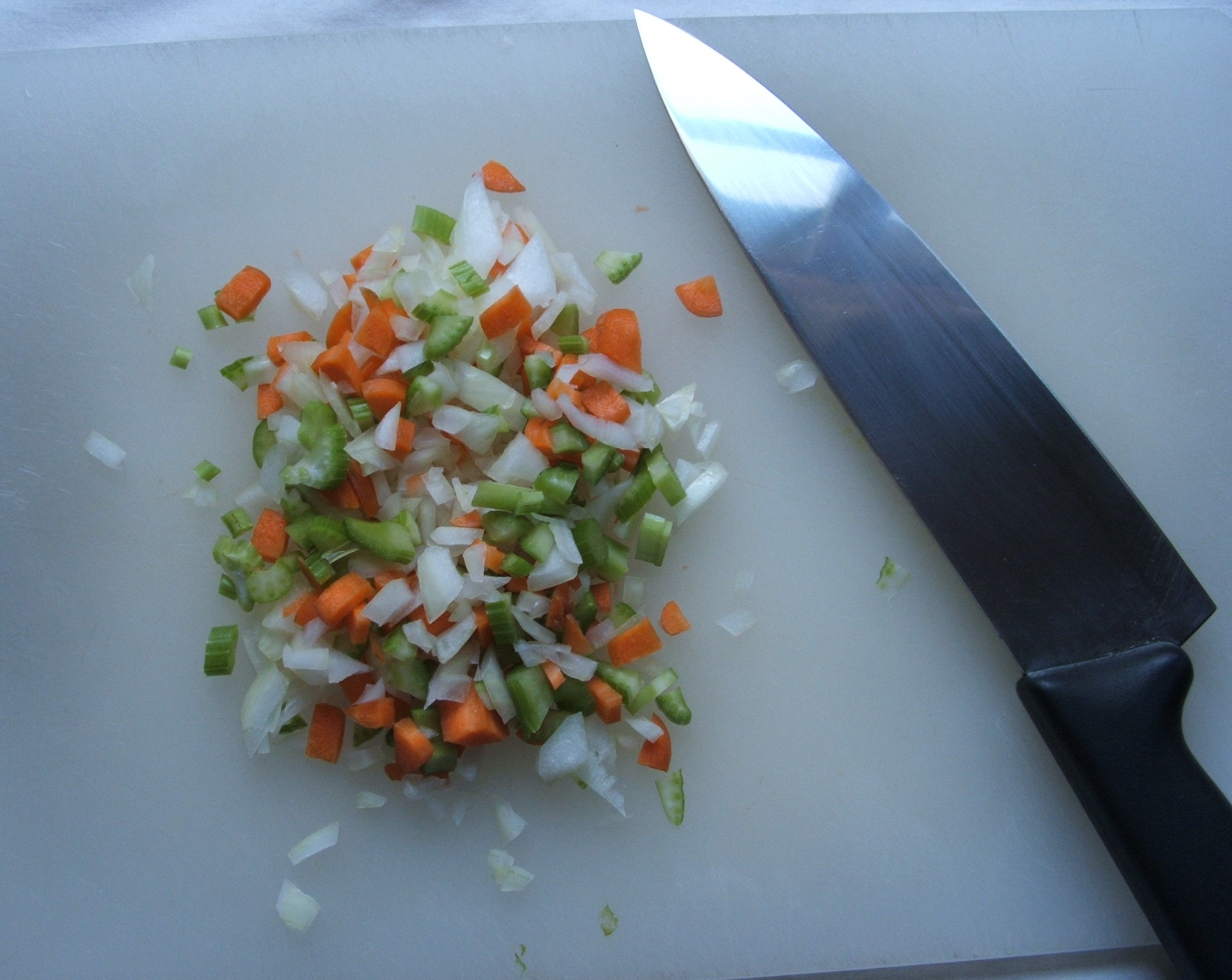
Oignons, carottes et céleri taillés en dés.

La (ou le) mirepoix est une préparation à base d'oignons, de carottes et de céleri, d'aromates et, parfois, de jambon ou de lard, taillés en petits dés et rissolés, ; elle est généralement servie comme assaisonnement de soupes, de viandes ou de poissons.
Par métonymie, c'est le nom de la sauce qui contient cette préparation.
On appelle aussi « coupe en mirepoix » le fait de couper un légume en dés.
Le mirepoix est comparable au soffritto italien ou au sofregit catalan.

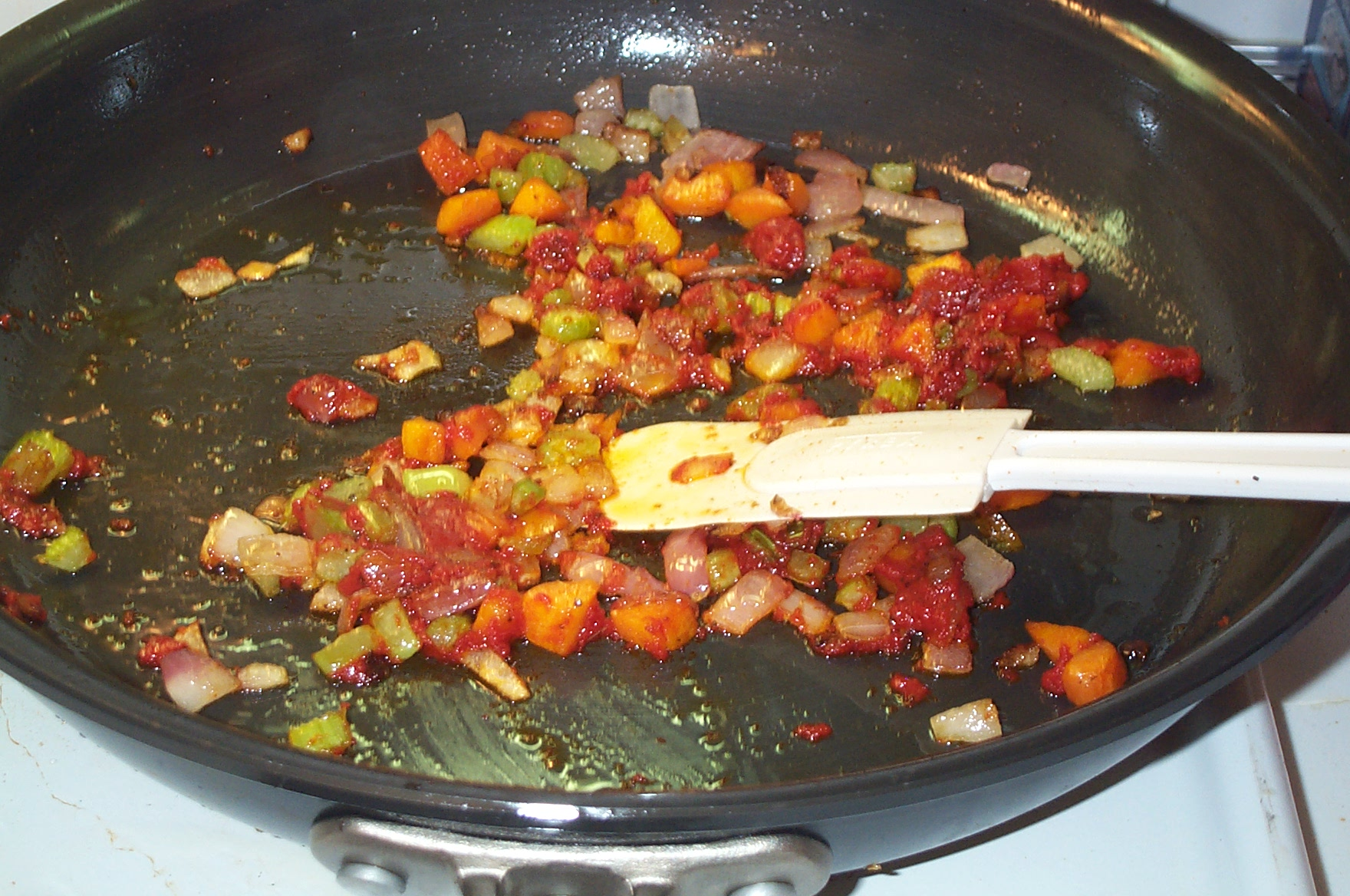
Légumes en cours de caramélisation.

## Origine et genre
Mirepoix est une ville située en Ariège, longtemps fief de la famille de Lévis-Mirepoix. Le terme mirepoix viendrait du nom du premier duc de Mirepoix, dont le cuisinier aurait inventé la recette.
Marie-Antoine Carême utilise ce substantif au féminin, mais Émile Littré lui attribue le masculin.